# Роман Івашкович
Роман Івашкович («пан Роман з Києва»; пом. після 29 січня 1487) — намісник путивльський (1476–82) та овруцький (1486). Разом із братом Івашенцем підписав послання київського митрополита Мисаїла до папи Сікста IV.   
Наталія Яковенко з різним ступенем певності наводить імена чотирьох його синів: Горностая (Остафія), Семена, Яцька і Фурса. Натомість Олена Русина вважає генеалогічні побудови Н. Яковенко «довільними і необґрунтованими». На думку останньої, Роман мав єдину дочку, з якою був одружений першим шлюбом князь Іван Глинський. Після зради того її землі отримали як «дядьковщину» небожі Романа Івашковича — Богдан, Андрій і Дмитро Івашенцевичі.  